# Akkumulation (Geowissenschaften)
Akkumulation (lateinisch accumulare = ‚anhäufen‘, ‚aufhäufen‘) ist die Anhäufung, Speicherung, Ansammlung, Ablagerung von Sedimenten. Meist erfolgt diese Ablagerung durch das Meer oder Flüsse, die Lockersedimente (Sand, Kies) aufschütten. Die Akkumulation ist abhängig von Fließgeschwindigkeit, Korngröße, Gefälle, Abflussmenge, Materialfracht, Reibung, Gerinnequerschnitt und Turbulenz.
In der Glazialmorphologie (beschreibt Oberflächenformung durch Gletscher und ihr Schmelzwasser) unterscheidet man folgende Akkumulationsformen:
- Unsortiertes Sediment, alle Korngrößen vorhanden.
- Glaziales Geschiebe (Grobmaterial)
- Geschiebelehm (Ton und Schluff)
- Geschiebemergel (kalkhaltig).
- Große erratische Blöcke, die man auch als Findlinge bezeichnet.

Akkumulation wird auch die Ansammlung von Schneemassen auf einem Gletscher und die folgende Bildung von neuem Eis genannt.
In der Meteorologie bezeichnet man als Akkumulation die Anhäufung oder Ablagerung von Schnee im Windschatten von Felsen, Bäumen oder Gebäuden bzw. die Bildung von Schneewechten.
Das Begriffsfeld von Akkumulation wird in der Bodenkunde auch auf die Ansammlung von Wasser im Boden bei geeigneter Morphologie ausgeweitet.
In der Klimatologie spielt für den Klimawandel die Akkumulation von CO2 in der Erdatmosphäre eine wichtige Rolle.